# Департамент гиюра
Департамент гиюра (ивр. מערך הגיור‎) — департамент в канцелярии премьер-министра, отвечающее за государственный гиюр в Государстве Израиль для постоянных жителей и граждан государства. Департамент несёт ответственность за завершение процедур гиюра, надзор за существующими учебными заведениями, а также за регистрацию брака геров.
Офисы департамента расположены в Иерусалиме, Тель-Авиве, Хайфе и Кирьят-Гате.

## История

### Гиюр в Израиле до создания государства
В 1927 году власти британского мандата ввели в действие Постановление о религиозном сообществе, в котором говорится, что религиозное обращение в Палестине будет признаваться только в том случае, если оно будет одобрено «главой религиозной общины», к которой человек был прикреплен. Главный раввинат Израиля и те, кто его возглавляет — главные раввины Израиля — были признаны мандатными властями главой еврейской общины и единицей, которая может одобрить процесс обращения в еврейскую общину, по своей лицами или лицами, уполномоченными от его имени. Эта процедура известна в Галахе как «гиюр».
Создание Государства Израиль в 1948 году не изменило эту ситуацию, и по сей день Главный раввинат одобряет обращение в иудаизм в Израиле.

### С момента образования государства до 1995 года
С момента создания Государства Израиль до 1995 года обращения в иудаизм в Израиле осуществлялись судьями региональных раввинских судов .
В 1977 году, после безуспешных попыток ришон-ле-Циона раввина Ицхака Ниссима, и короткий период, в течение которого «специальный суд» для геров в Тель-Авиве действовал с сильной загрузкой, главный раввин, раввин Шломо Горен создал систему мобильных судов по гиюру, которые стремились облегчить процесс гиюра, а также облегчить бремя и проволочки, возникающие в региональных судах, которые в основном имеют дело с законами о личном и назначенном статусе . В этих рамках по всей стране были созданы суды, которые занимались только гиюром. Среди раввинов, участвовавших в этих мотивах: раввины Хаим Друкман, Цфания Дрори, Даниил Шила и другие.
Эта система, которая на пике своей деятельности насчитывала около десяти бенефициаров, действовала одновременно с гиюром в областных судах. Большая часть её деятельности была остановлена в 1993 году первым раввином Элияху Бакши-Дороном .

## Создание государственного департамента гиюра
В 1995 году, на фоне массовой репатриации из бывшего Советского Союза, а также репатриации из Эфиопии, Главный раввинат во главе с раввином Элиягу Бакши Дороном и раввином Исраэлем Меиром Лау учредил «Отдел гиюра», который действовал в рамках Института «Цомет» и возглавлялся раввином Исраэлем Розеном, которому было поручено государственный гиюр в Государстве Израиль. Под руководством отдела по всей стране были основаны классы в рамках подготовки к гиюру (финансируемые Министерством образования), а также была установлена упорядоченная учебная программа и суды гиюра, которые заменили деятельность областных судов в сфере гиюра.
С созданием отдела в процесс гиюра были введены новые процедуры, такие как участие судьи, уполномоченного судить весь состав, а также назначение представителя в суде, который является посредником между судом и герами.
По большей части должности судей в отделе занимали раввины из религиозного сионизма, отличающиеся снисходительным подходом к гиюру. В 2008 году в департаменте было 25 раввинов, среди которых были раввины Бенияху Брунер, Цфания Дрори, Йешаягу Майтлис, Хаим Друкман , Давид Ассолин, Моше Эренрайх, Элиягу Бирнбаум, Яаков Верхафтиг, Иегуда Амихай, Гидеон Перл, Шломо Шошан и другие. Кроме того, в состав отдела входила ультраортодоксальная группа во главе с раввином Наумом Эйзенштейном и под патронажем раввина Йосефа Шалома Эльяшива .

### Попечительский комитет
В 1997 году, на фоне нарастания трений между евреями Израиля и евреями диаспоры (с упором на реформаторское и консервативное течения), возникло ощущение, что вопрос иммиграции неевреев в Израиль не решен, а также петиции неортодоксальных течений в Израиле в Высший суд справедливости с требованием их признания. Премьер-министр Биньямин Нетаньяху принял решение о создании «Комитета Неэмана» под председательством министра юстиции Яакова Неэмана .
В комитет вошли представители трех течений, и его рекомендации, которые были представлены только попечителем, включали разделение между подготовкой к гиюру (который будут проводить представители всех течений) и самой процедурой гиюра (который будет осуществляется и утверждаться только главным раввинатом). Совет главного раввината опубликовал полное неприятие выводов комитета, и они так и не были приняты в законодательном порядке. Однако в апреле 1998 года 27-е израильское правительство частично приняло рекомендации комитета и учредило Объединенный институт еврейских исследований (ныне: «Натив» — Национальный центр идентичности и гиюра), который проводит подготовительные исследования для геров в рамках подготовки к их гиюрам в судах Главного раввината.

### Создание государственной системы гиюра
В 2000 году 28-е правительство Израиля во главе с Эхудом Бараком закрыло «Управление гиюра», действовавший в Институте Цомет, и учредило « Государственный департамент гиюра» в рамках управления раввинскими судами, под ответственностью Министерства религии. В 2003 году Министерство религии было закрыто 30-м правительством Израиля и заменено «Управлением религиозных служб». В рамках роспуска министерства премьер-министр Ариэль Шарон, считавший вопрос гиюра «национальной миссией», поручил «департамент гиюра» канцелярии премьер-министра .
По рекомендации председателя Еврейского агентства Сали Меридора Шарон назначил главой нового департамента раввина Хаима Друкмана, который возглавлял организацию в период с 2004 по 2012 год.
В 2005 году в рамках департамента гиюра в канцелярии премьер-министра был создан «Отдел гиюра», которому поручено управление процедурами гиюра в Израиле. В 2008 году 31-е израильское правительство во главе с Эхудом Ольмертом приняло некоторые рекомендации «Комитета Халфона» (во главе с Эрезом Хальфоном, генеральным директором министерства абсорбции) и оговорило, среди прочего, что департамент гиюра будет отвечает за работу судов, составление бюджета маршрута и поддержку других ассоциаций, различные публикации, преобразование в IDF и многое другое. Также было определено, что главой административной системы будет «директор департамента гиюра».
В 2013 году, с созданием 33-го израильского правительства , департамент гиюра вернулся из канцелярии премьер-министра в министерство религий во главе с министром Яаковом Марги из партии ШАС . В 2015 году, с созданием 34-го израильского правительства, департамент гиюра было возвращён из министерства религий в канцелярию премьер-министра.

## Судьи по гиюру и процедура назначения
Чтобы работать судьей в департаменте гиюра, судья должен иметь квалификацию раввината « Йора Йора „ от имени Главного раввината Израиля . Судьи департамента считаются государственными служащими и назначаются правительством Израиля в соответствии с 23-й статьёй Закона о государственной службе по рекомендации конкурсной комиссии . Большинство судей работают по своей должности на неполный рабочий день.
До 2009 года в департаменте гиюра служили двадцать пять судей, большинство из которых были раввинами от религиозного сионизма . В 2009 году 31-е правительство Израиля во главе с Эхудом Ольмертом назначило десять судей. В 2021 году 35-е правительство Израиля во главе с Биньямином Нетаньяху назначило шестерых судей. Подобно комитету по отбору судей, ключ к назначениям делается таким образом: одна треть идентифицируется с фракцией Яхадут-ха-Тора, одна треть с партией ШАС и одна треть с религиозным сионизмом . В настоящее время в департаменте гиюра работают около 30 судей.

## Полномочия Председателя Большого Суда в департаменте гиюра
В 2005 году 30-е правительство Израиля во главе с Ариэлем Шароном уполномочило главного раввина, который является председателем раввинских судов, определять правила слушаний в судах по гиюру в департаменте гиюра, включая обжалование решений судов. Раввин Шломо Моше Амар занимал эту должность на протяжении всего своего пребывания на посту главного раввина (2003—2013 гг.).
В 2006 году раввин Амар опубликовал правила для судов по гиюру, процедуры до гиюра, судебных слушаний и т. д. В рамках установленных им правил раввин Амар назначил представителя от своего имени в системе гиюра. С тех пор эту должность занимает раввин доктор Рафаэль Даян, чья официальная должность — «директор отдела сертификатов и разрешений в департаменте гиюра». Как эмиссар главных раввинов в Израиле, этот представитель фактически утверждает каждое свидетельство о гиюре в соответствии с галахическими положениями главных раввинов.
В 2013 году 33-е правительство Израиля во главе с Биньямином Нетаньяху уполномочило первого раввина Ицхака Йосефа «галахически руководить государственной системой преобразования». В 2014 году рабби Йосеф опубликовал обширный сборник под названием «Правила гиюра», в котором изложен порядок гиюра в департаменте и выпустил его в формате книг «Ялкот Йосеф».
В 2018 году, когда главные раввины сменили свои должности (председатель Совета главных раввинатов и председатель Большого раввинского суда), 34-е правительство Израиля во главе с Нетаньяху в принципе решило, что главный раввин, занимающий пост председателя Большого раввинского суда, отныне будет утверждать эту должность. Сегодня это раввин Давид Лау .

## Главы департамента
- Раввин Хаим Друкман — 2004—2012[19]
- Раввин Ицхак Перец — 2014[20] — 2018
- Раввин Моше Веллер — 2018—2021 (исполняющий обязанности)
- Раввин Бнейхо Бруннер[ивр.]: 2021 — 2022
- Раввин Йехуда Амихай[ивр.]: 2022 — (действующий глава)